# Зарат (Туніс)
Зарат (араб. الزرات) — місто в Тунісі. Входить до складу вілаєту Габес. Станом на 2004 рік тут проживало 5 205 осіб.

## Відомі люди
- Ахмед Локмані — туніський поет